# Сильвестр Пашкевич
Сильвестр Пашкевич (пол. Sylwester Paszkiewicz; 23 жовтня 1928, Семяновиці-Шльонські) — польський офіцер комуністичної держбезпеки ПНР, у 1975—1989 роках — керівник Гданського воєводського управління Служби безпеки, заступник генерала Анджеєвського. Активний учасник протистояння ПОРП із профспілкою Солідарність. Став знаний як організатор захоплення та інтернування групи лідерів «Солідарності» 13 грудня 1981 року. Учасник політичних репресій воєнного стану.

## Офіцер у Щецині
Народився у робітничій сім'ї з Верхньої Сілезії. У 1944 роках став членом польського комсомолу — Союзу боротьби молодих. З 1946 року перебував в урядущій компартії ПРП, з 1948 року — у ПОРП.
У березні 1945 року шістнадцятирічний Сильвестр Пашкевич вступив на службу до Міністерства громадської безпеки (МГБ). Був кур'єром міністерського спецзв'язку у Ряшеві. У 1946—1955 роках — референт, начальник відділу контррозвідки Щецинського управління МГБ, потім Комітету громадської безпеки. Дослужився до офіцерського звання поручника.
У 1956 році створили МВС ПНР, яке знову об'єднало громадянську міліцію та Службу безпеки (СБ). Сильвестр Пашкевич служив у Щецинській воєводській комендатурі. На цей період припадали робітничі протести Балтійського узбережжя. З 1971 року Пашкевич у званні підполковника очолював відділ контррозвідки воєводської СБ.

## Заступник коменданта у Гданську

### Протиборство з профрухом
1 червня 1975 року полковника Пашкевича перевели до Гданської воєводської комендатури та призначили заступником коменданта у Службі безпеки — тобто начальником регіонального управління СБ. Воєводським комендантом був тоді полковник (згодом генерал бригади) Єжи Анджеєвський.
У другій половині 1970-х років СБ вела боротьбу проти дисидентських організацій, насамперед КОС-КОР, KPN, ROPCiO та Вільних профспілок Узбережжя (WZZW). Пашкевичу вдалося організувати впровадження в WZZW агента-інформатора Едвіна Мишка, що було великим досягненням СБ. З іншого боку, таємним інформатором вільних профспілок та персонально Леха Валенси був підпорядкований Пашкевичу капітан СБ Адам Ходиш. У 1979 році Ходиш повідомив дисидентів Александра Халля та Богдана Борусевича про інформаційну функцію Мишка, після чого агенту розкрили та вигнали.
Влітку 1980 року потужний страйковий рух змусив керівництво ПОРП укласти Серпневі угоди та погодиться створення незалежної профспілки Солідарність. На Гданській корабельні базувався центр «Солідарності», проходили засідання Національної (Всепольської) комісії профспілки.
Ситуація у Гданську відрізнялася своєрідністю: перший секретар воєводського комітету ПОРП Тадеуш Фішбах представляв «ліберальне крило» та намагався вести конструктивний діалог із «Солідарністю», тоді як генерал Анджеєвський був видатним діячем сталінського «партійного бетону». Полковник Пашкевич за посадою та поглядами займав бік Анджеєвського. Комендант та його заступник проводили курс варшавського начальства — генерала Цястоня, генерала Кшиштопорського, полковника Вальчинського — організовували «дезінтеграційні заходи». 1 вересня 1981 року Пашкевич отримав підвищення на посаді і став першим заступником Анджеєвського.

### Операція «Mewa»
За кілька годин до введення воєнного стану 13 грудня 1981 року у комендатурах міліції й управліннях СБ розкрили запечатані пакети. Полковнику Пашкевичу доручалися захоплення й інтернування членів всепольської комісії «Солідарності», які перебували у Тримісті. Оперативний план отримав назву Mewa («Чайка») і мав два варіанти — «ризикований» та «обережний». Перший передбачав вторгнення оперативників СБ та бійців ЗОМО під час засідання на Гданській корабельні. Другий означав арешти після засідання, у готелях і на квартирах. Побоюючись фізичного опору на корабельні, Пашкевич віддав перевагу другому, «обережному» варіанту. В операції «Mewa» залучили 1300 співробітників гданської міліційної комендатури та курсантів міліційних шкіл Слупська та Щитна.
Водночас капітан Ходиш поінформував про підготовку операції Александра Халля, а через нього Леха Валенсу. Проте керівники «Солідарності» не вірили, що генерал Ярузельський ухвалив силове рішення.
Основні захоплення проводилися в гданському готелі «Monopol» (командував майор СБ Ришард Бердис) та сопотському «Grand Hotel 95» (командував майор Здзіслав Собанський). Серед затриманих були Яцек Куронь, Кароль Модзелевський, Ян Рулевський, Мар'ян Юрчик, Тадеуш Мазовецький, Антоній Токарчук. До голови «Солідарності» Леха Валенса з'явилися на квартиру перший секретар Тадеуш Фішбах і воєвода Єжи Колодзейський. Насилу вони переконали Валенсу виїхати до Варшави, де його взяли під варту.
Водночас із 100—120 осіб, запланованих до затримання в ніч проти 13 грудня, реально виявилися інтернованими близько 40 (існують цифрові різночитання за джерелами). «Нічне полювання на „Солідарність“» вийшло не надто вдалим. Уникли інтернування такі видні діячі «Солідарності», як Збігнєв Буяк, Богдан Лис, Владислав Фрасинюк, Еугеніуш Шумейко, Збіґнєв Ромашевський — невдовзі вони створили підпільні структури «Солідарності». У цьому плані операція Mewa, очолена Пашкевичем, не вважається успіхом СБ. (Характерно, що вже вночі 13 грудня начальник СБ генерал Цястонь висловлював невдоволення і вимагав додаткових заходів.) Такий результат навіть назвали першою поразкою Ярузельського.

### Силовий політик
Гданська СБ під керівництвом полковника Пашкевича брала участь у придушенні страйку Гданської корабельні 13 — 16 грудня 1981 року, розгоні січневої демонстрації, травневих та серпневих масових протестів. 8 червня 1984 року у Гданську заарештували одного з лідерів підпільної «Солідарності» Богдана Лиса. Восени 1984 року розкрито «підпілля в держбезпеці», заарештований Адам Ходиш.
За першого секретаря воєводського комітету ПОРП Станіслава Бейгера (під час воєнного стану змінив «ліберала» Фішбаха) у Гданську різко зріс політичний вплив силовиків, особливо генерала Анджеєвського. Полковник Пашкевич як перший заступник коменданта був значною політичною фігурою регіону. З серпня 1983 року територіальні комендатури міліції перетворили на управління внутрішніх справ, відповідно змінилося найменування посади Пашкевича.

## Відставка та «клан»
Навесні-восени 1988 року нова страйкова хвиля знову змусила керівництво ПОРП піти на переговори в Магдаленці та провести Круглий стіл. На виборах 4 червня 1989 року перемогу здобула «Солідарність». Почалася зміна суспільно-політичного устрою Польщі.
15 червня 1989 року Сильвестр Пашкевич отримав переведення до центрального апарату МВС. Негласно він обійняв посаду заступника директора V департаменту — контроль за промисловими підприємствами, боротьба із заводськими організаціями «Солідарності» (директором департаменту був генерал Сасін). 1 листопада очолив спецгрупу економічного захисту. До кінця березня 1990 року перебував з місією в Берліні. 10 квітня 1990 року вийшов на пенсію.
У Третій Речі Посполитій Пашкевич не притягувався до відповідальності — на відміну від інших функціонерів СБ, зокрема Юзефа Сасіна. Мешкає у Гданську. Його син Ришард Пашкевич був заступником окружного прокурора. Своєрідний «клан Пашкевичів» вважається впливовим завдяки своїм зв'язкам у політичних, бізнесових і кримінальних колах. 2018 року Ришард Пашкевич змушений був давати свідчення з фінансової афери компанії Amber Gold, через зв'язок з «фінансовою пірамідою» відсторонений від посади. Праві противники лібералів стверджують, що ділова основа майбутньої Громадянської платформи в Гданську була закладена за часів Анджеєвського та Пашкевича.